# 배리 쿠퍼

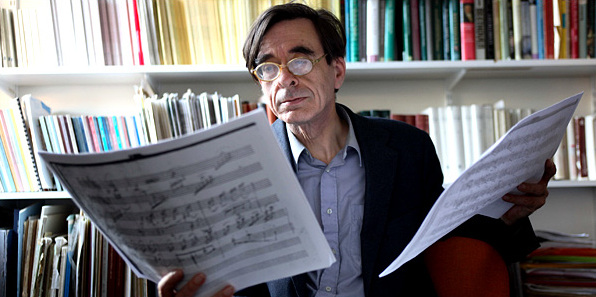
배리 쿠퍼

배리 쿠퍼(Barry Cooper, 1949년 출생)는 영국의 음악학자, 작곡가, 오르간 연주자, 베토벤 학자이자 베토벤 개요서의 편집자이다.

## 생애
에식스주의 웨스트클리프 온 시에서 태어난 쿠퍼는 어린 시절 피아노와 작곡을 공부, 고든스토운 스쿨에서 장학금을 받았고, 나중에 옥스포드, 유니버시티 칼리지에서 존 웹스터와 함께 오르간을 배웠으며, 1973년에 석사 학위를, 1974년에 철학박사을 취득했다. 그의 음악 작품에는 오라토리오, "더 어센션"(The Ascension)이 포함된다.
그러나 쿠퍼는 베토벤에 관한 책과 베토벤의 미완성 교향곡 10번의 완성과 구현으로 가장 잘 알려져 있다. 베토벤의 스케치북을 광범위하게 연구하면서 베토벤과 창작 과정에 관한 책을 쓴 쿠퍼는, 자신이 교향곡의 개별 악장에 대한 스케치를 작성하여 첫 번째 악장의 스케치를 음악적으로 만족스러운 전체로 구성한다. 작품은 윈 모리스가 지휘하는 런던 교향악단에 의해 녹음되었다. 그 후 개정되어 1988년에 발터 벨러가 지휘하는 로열 리버풀 필하모닉 관현악단에 의해 공개 초연되었다. 어떤 면에서 이것은 로열 필하모닉 협회에 대한 베토벤의 교향곡 10번을 제출하겠다는 약속을 이행한 것이다. 초연은 로열 필하모닉 협회가 주최한 연주회에서 이루어졌기 때문이다. 여러 녹음이 가능하다.
1974년부터 1990년까지 쿠퍼는 애버딘 대학교에서 가르쳤고, 그곳에서 그 도시의 초기 인쇄 음악과 18세기 영국의 음악 이론에 관심을 갖게 되었다. 그는 또한 희귀한 17세기 프랑스 하프시코드 음악과 현재 알려진 가장 오래된 카논 중 하나를 발견했다.
쿠퍼는 최근 일반적으로 포함되지 않는 세 개의 추가 소나타를 포함하는 (ABRSM를 위한) 베토벤 피아노 소나타의 새 버전을 출시했다. 쿠퍼는 또한 소나타에 대한 비평 텍스트를 작성하여 소나타에 대한 변경 사항과 수천 건의 수정 사항을 자세히 설명했다.
1990년부터 쿠퍼는 맨체스터 대학교에서 음악 교수로 강의해 왔다. 베토벤의 스케치뿐만 아니라 쿠퍼는 서양 음악사, 편집, 참고 문헌 기술, 화성 및 대위법 과정을 가르친다.